# Ранчо Ескондидо, Марија Сандовал де ла Круз (Минатитлан)
Ранчо Ескондидо, Марија Сандовал де ла Круз (шп. Rancho Escondido, María Sandoval de la Cruz) насеље је у Мексику у савезној држави Колима у општини Минатитлан. Насеље се налази на надморској висини од 671 м.

## Становништво
Према подацима из 2010. године у насељу је живело 5 становника.

### Хронологија
| Година       | 2000 | 2005      | 2010 |
| ------------ | ---- | --------- | ---- |
| Становништво | 1    | 9 (4 / 5) | 5    |

### Попис
| # | Индикатор                     | Вредност |
| - | ----------------------------- | -------- |
| 1 | Укупно домаћинстава           | 2        |
| 2 | Укупно насељених домаћинстава | 2        |
| 3 | Величина локације             | 1        |